# Gustaf Malmström

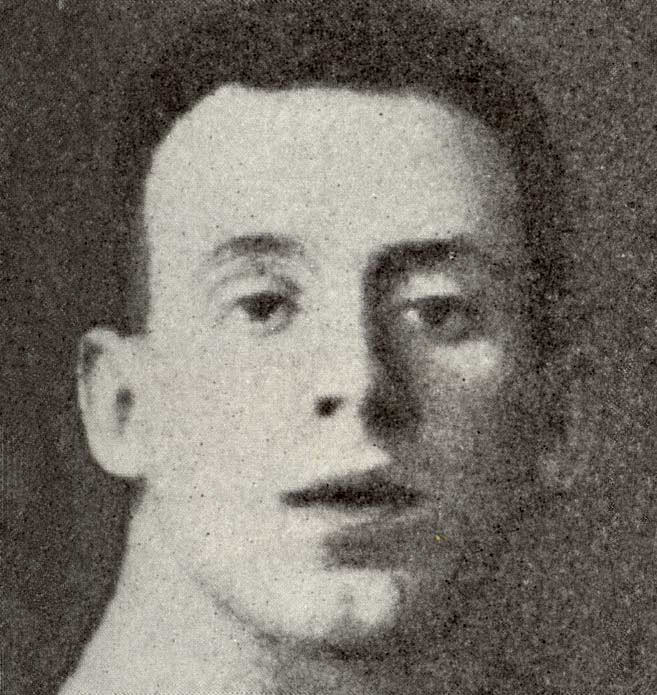
Gustaf Malmström um 1912

Gustaf Malmström (* 4. Juli 1884 in Malmö, Schweden; † 24. Dezember 1970 ebenda) war ein schwedischer Ringer aus den Anfangsjahren des modernen Ringens.

## Werdegang
Gustaf Malmström war in der Zeit vor dem Ersten Weltkrieg aktiv und wurde im Jahr 1909 im Leichtgewicht schwedischer Meister im griech.-römischen Ringkampf. Weitere schwedische Meistertitel gewann er nicht. Die Gewichtsklasseneinteilung variierte damals noch oft, das Leichtgewicht ging aber in der Regel bis 67,5 kg Körpergewicht. Gustaf startete für den Sportverein IFK Malmö.
Auch bei internationalen Meisterschaften, die, außer den Olympischen Spielen, alle inoffiziellen Charakter hatten, war er sehr erfolgreich. So gewann er bei der Europameisterschaft 1907 in Kopenhagen den EM-Titel mit vier Schultersiegen vor fünf Dänen. Er startete dabei in der Gewichtsklasse bis 75 kg Körpergewicht (Mittelgewicht). Eine Klasse mit einem niedrigeren Körpergewicht war nicht ausgeschrieben. Im Finale besiegte er Arthur Petersen-Clayton.
Auch im Jahr 1909 wurde Gustaf in Malmö Europameister. Diesmal in der Gewichtsklasse bis 67,5 kg Körpergewicht (Leichtgewicht). Im Jahr 1910 startete er auch bei der Europameisterschaft in Budapest und landete im Leichtgewicht, das hier bis 70 kg Körpergewicht ging, auf dem 5. Platz. Nach drei Siegen verlor er dabei gegen den späteren Europameister Max Beeskow aus Deutschland.
Bei der Weltmeisterschaft 1911 in Helsinki musste er insgesamt siebenmal antreten, rang dabei viermal unentschieden und gewann drei Kämpfe, was zum 2. Platz reichte. Sieger wurde der Finne Nestori Tuominen.
Zum Höhepunkt in der Laufbahn von Gustaf Malmström wurden die Olympischen Spiele 1912 in Stockholm Er startete wieder im Leichtgewicht, in der insgesamt 48 Teilnehmer am Start waren. Nach sechs souveränen Siegen stand Gustaf im Endkampf dem Finnen Eemeli Väre gegenüber, gegen den er unterlag und somit die Silbermedaille vor Edvin Mattiasson, Schweden, Jan Baley, Böhmen und Erik Lund, Schweden, gewann.
Die Ergebnisse der Meisterschaften, an denen Gustaf Malmström teilnahm, sind im folgenden Abschnitt nachzulesen.

## Internationale Erfolge
(OS = Olympische Spiele, WM = Weltmeisterschaft, EM = Europameisterschaft, GR = griech.-röm. Stil, KG = Körpergewicht)
- 1907, 1. Platz, EM in Kopenhagen, GR, bis 75 kg KG, mit Siegen über Anders Andersen, E. Petersen, Axel Hansen und Arthur Petersen-Clayton, alle Dänemark;
- 1909, 1. Platz, EM in Malmö, GR, bis 67,5 kg KG, vor Arnold Hansen, Dänemark, Frederik Hansen, Dänemark, Hjalmar Aberg, Finnland und J. Willemsen, Dänemark;
- 1910, 5. Platz, EM in Budapest, GR, bis 70 kg KG, hinter Max Beeskow, Deutschland, Karel Halik, Böhmen, Rezsö Steiner, Ungarn und Andreas Mrosek, Österreich und vor Miklós Orosz, Ungarn;
- 1911, 2. Platz, WM in Helsinki, GR, bis 67,5 kg KG, hinter Nestori Tuominen, Finnland und vor Paul Tirkkonen, Finnland, Jean Bruce, Finnland und Gottfried Svensson, Schweden;
- 1912, Silbermedaille, OS in Stockholm, GR, bis 67,5 kg KG, mit Siegen über Volmar Vikström, Finnland, Paul Tirkkonen, Finnland, Viktor Urvikko, Finnland, Ernö Márkus, Ungarn, Viktor Fischer, Österreich und Edvin Matiasson, Schweden und einer Niederlage gegen Eemeli Väre, Finnland